# 馬特·米特洛維奇
馬特·米特洛維奇是一位克羅地亞足球運動員。在場上的位置是後衛。現效力於比甲球隊布魯日。他也代表克羅地亞國家足球隊參賽。